# Marta Sillaots
Marta Sillaots (* 30. Apriljul. / 12. Mai 1887greg. in Rakke; † 15. Juli 1969 in Tallinn, Estland) war eine estnische Schriftstellerin, Literaturkritikerin und Übersetzerin.

## Leben und Werk

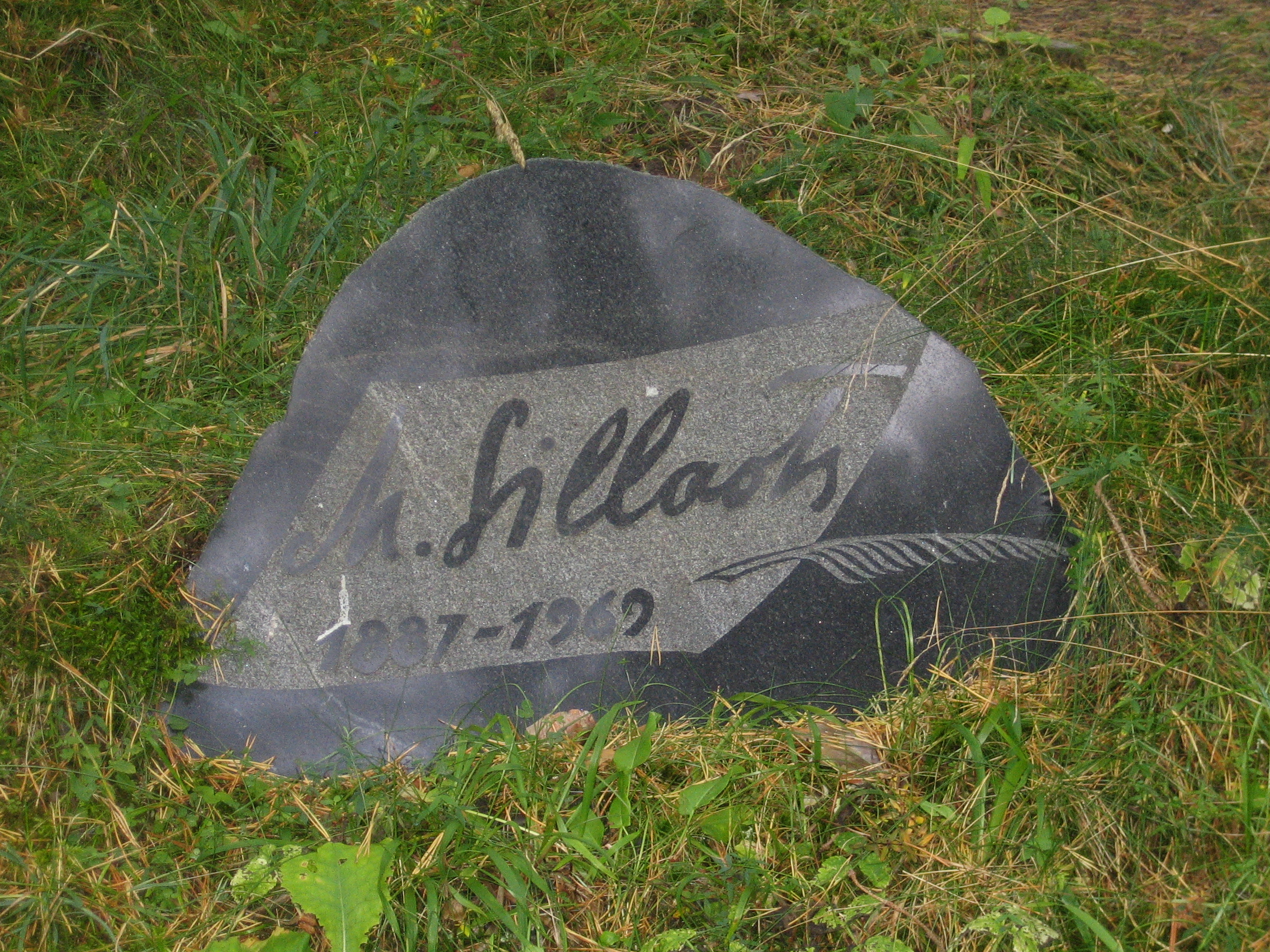
Grab auf dem Tallinner Waldfriedhof

Marta Adolfine Sillaots wurde als Tochter des Postbeamten Hindrik Reichenbach in eine elfköpfige Familie geboren. Sie schloss 1905 ihre Ausbildung zur Hauslehrerin am renommierten Nikolai-Gymnasium in Tallinn ab. Anschließend war sie als Lehrerin, als Journalistin sowie von 1916 bis 1920 als Angestellte im Telegraphen- und Redaktionsdienst beschäftigt. Ab 1922 lebte sie in Tallinn als freiberufliche Schriftstellerin und Übersetzerin.
Ab 1909 schrieb Sillaots Zeitungsartikel. Sie trat ab 1912 als Literaturkritikerin in den Zeitschriften Eesti Kirjandus und Looming hervor und schrieb Romane und Kinderbücher. Wiederkehrende Themen ihrer Prosa sind Ehe, Frauenemanzipation und Liebe.
Sillaots legte über 60 Übersetzungen großer Schriftsteller aus dem Deutschen (Thomas Manns Der Zauberberg), Französischen (Henri Barbusse, Gustave Flaubert, Anatole France, Roger Martin du Gard, Guy de Maupassant, Romain Rolland), Englischen (Charles Dickens, John Galsworthy) und Russischen (Fjodor Dostojewski, Maxim Gorki, Lew Tolstoi, Iwan Turgenew) vor.
Nach der sowjetischen Besetzung Estlands wurde Sillaots 1950 verhaftet. Von 1952 bis 1955 musste sie in der Oblast Swerdlowsk am Ural in der Verbannung leben. Erst mit der Entstalinisierung in der Sowjetunion durfte sie in die Estnische SSR zurückkehren.
Marta Sillaots ist ein Pseudonym. Bis zu ihrer Hochzeit 1923 war ihr bürgerlicher Name Marta Reichenbach. Von 1923 bis 1936 hieß sie Marta Gerland. 1936 wurde ihr Nachname zu Rannat estnisiert.

## Werke (Auswahl)

### Romane und Erzählungen
- Algajad (1912)
- Anna Holm (1913)
- Lapsed (1914)
- Kodukäijad (1921)
- Viiskümmend (1937)
- Neli saatust (1938)

### Kinderbücher
- Trips, Traps ja Trull (1935)
- Trips, Traps ja Trull Tartus (1936)
- Trips, Traps ja Trull Haapsalus (1937)
- Trips, Traps ja Trull saavad sõbra (1938)
- Matkamehed (1938)
- Tähekeste juures (1942)

### Erinnerungen
- Sealtpoolt künniseid (1938)